# Earias ochrophylla
Earias ochrophylla är en fjärilsart som beskrevs av Turner 1902. Earias ochrophylla ingår i släktet Earias och familjen trågspinnare. Inga underarter finns listade i Catalogue of Life.

## Bildgalleri

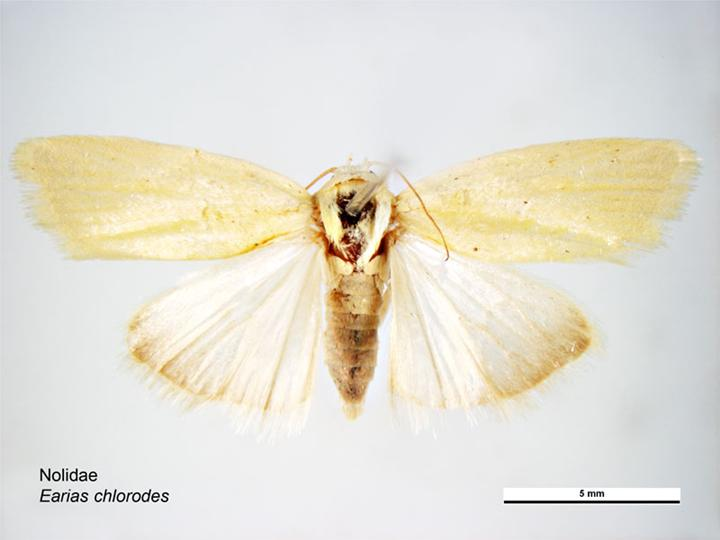
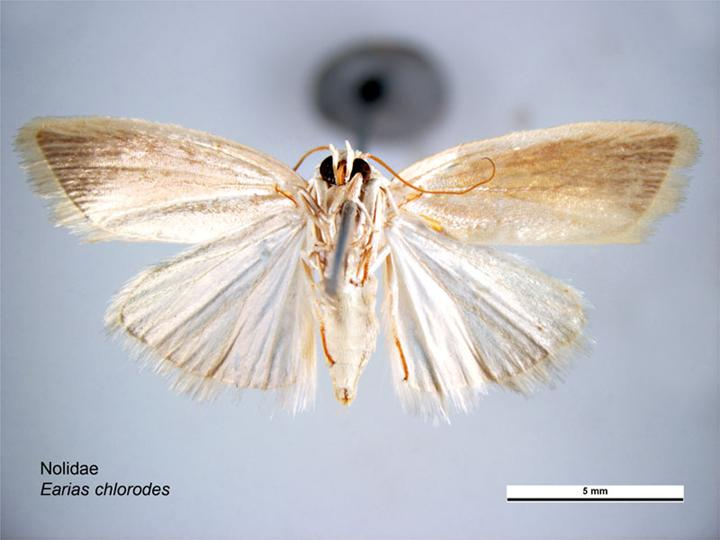